# Tóth Zsanett
Tóth Zsanett (szlovákul: Žaneta Tothova) (Párkány, 1984. augusztus 6. –) szlovák válogatott kézilabdakapus, jelenleg a Dijon játékosa.
A besztercebányai sportgimnáziumba járt. Pályafutását Párkányban kezdte (TJ Juhcelpap Párkány), ahol felismerték tehetségét és a Besztercebányához igazolt. További csapatai: Vasas SC, Budapest Bank-Békéscsabai ELőre NKSE, Dijon.
A szlovák női kézilabda-válogatott jelenlegi kapusa.
2010-ben Magyar kézilabdakupa-bronzérmes.